# Jannez
Jannez var ett svenskt modernt  dansband ifrån Laxsjö i norra Jämtland bildat 1976.

## Historia
Bandet spelade första gången på Laxsjö bygdegård den 23 april 1976 under namnet Stars orkester, och under 1976 hade man tre spelningar.
I november 1977 blev man fem medlemmar i bandet, då Lars-Joel Nilsson från Härbergsdalen började spela i bandet, vilket han gjorde till februari 1981 då han ansåg att det inte var en bra kombination tillsammans med hans renskötsel.
I februari 1977 omnämndes bandet i Östersunds-Posten, då man hette Jannes.
I september 1996 låg bandet på Svensktoppen i två veckor med melodin De blindas café . Richard Holm, Jannez basist sedan starten, omkom i en motorcykelolycka i Laxsjö den 8 juni 2007. Ny basist blev Jörgen Sandström, som sedan 2004 även spelat trummor i GePe Band från Krokom.
Jannez medverkade i Dansbandskampen 2008 i Sveriges Television den 22 november 2008, och utsågs till Tittarnas joker den 16 december.. I bägge framträdandena framförde bandet Paul Paljetts låt Guenerina från 1977.

## Diskografi

### Album
- "Härliga tider - strålande tider! - 1989
- "Någonstans i mitt hjärta - 1994
- "Någonsdans i Sverige - 2001
- "Guenerina - 2009
- "Se på oss nu - 2010
- "É skiiv ma bäre gammaldans... - 2011
- "Blixt från klarblå himmel - 2014

## Melodier på Svensktoppen
- "De blindas café" - 1996